# 171381 Taipei
171381 Taipei è un asteroide della fascia principale. Scoperto nel 2006, presenta un'orbita caratterizzata da un semiasse maggiore pari a 2,9882096 UA e da un'eccentricità di 0,0894552, inclinata di 10,98534° rispetto all'eclittica.